# Kayuares
Kayuares is een bestuurslaag in het regentschap Banjarnegara van de provincie Midden-Java, Indonesië. Kayuares telt 1485 inwoners (volkstelling 2010).